# Convair YB-60
El Convair YB-60 fue un prototipo de bombardero estratégico estadounidense construido por Consolidated Vultee Aircraft Corporation en los años 50 como un desarrollo del B-36 "Peacemaker", incorporando motores a reacción. Fue cancelado el 14 de agosto de 1952, después de que la Fuerza Aérea de los Estados Unidos se decantara por el Boeing YB-52, prototipo del B-52 Stratofortress.

## Diseño y desarrollo

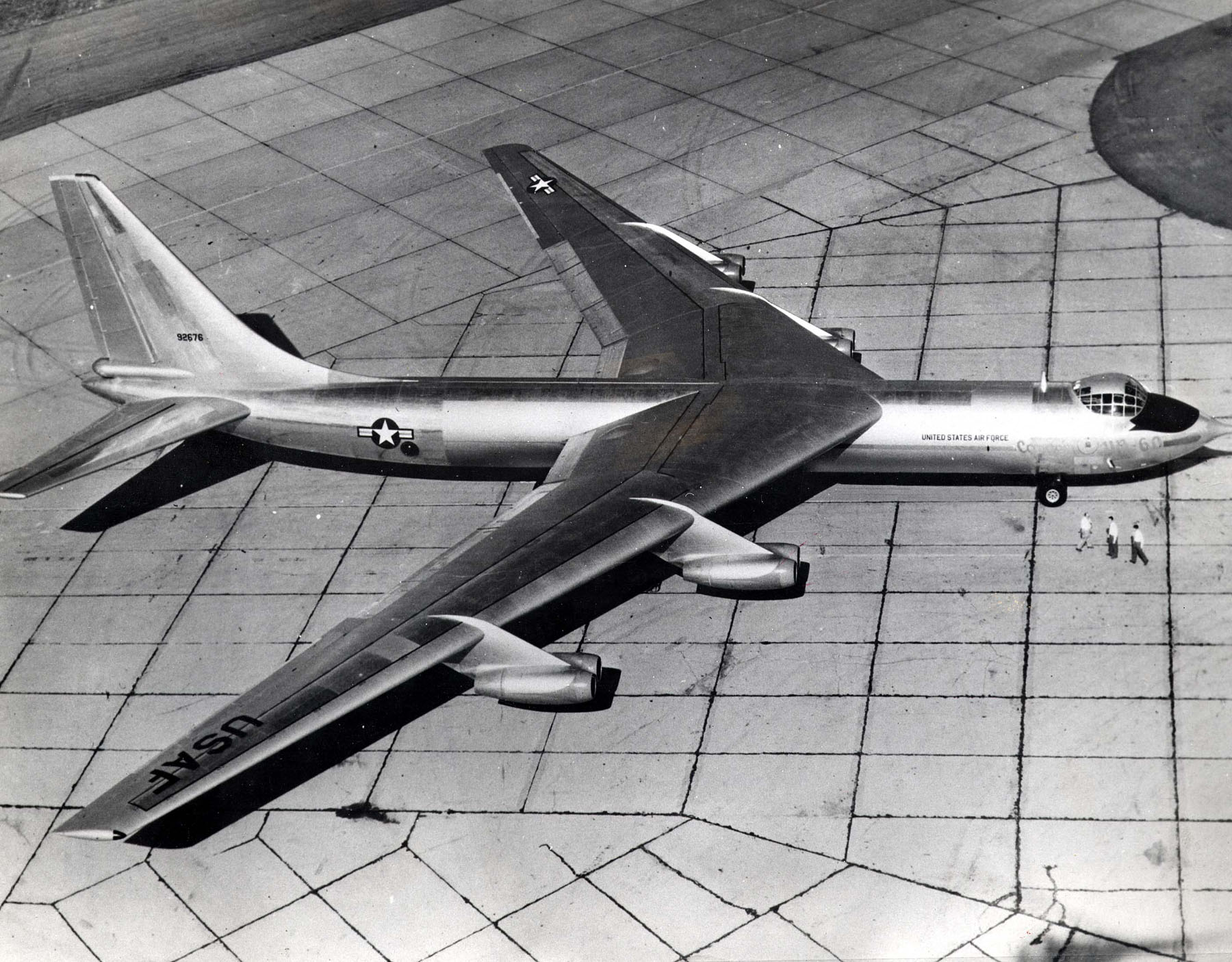
YB-60 visto desde arriba.

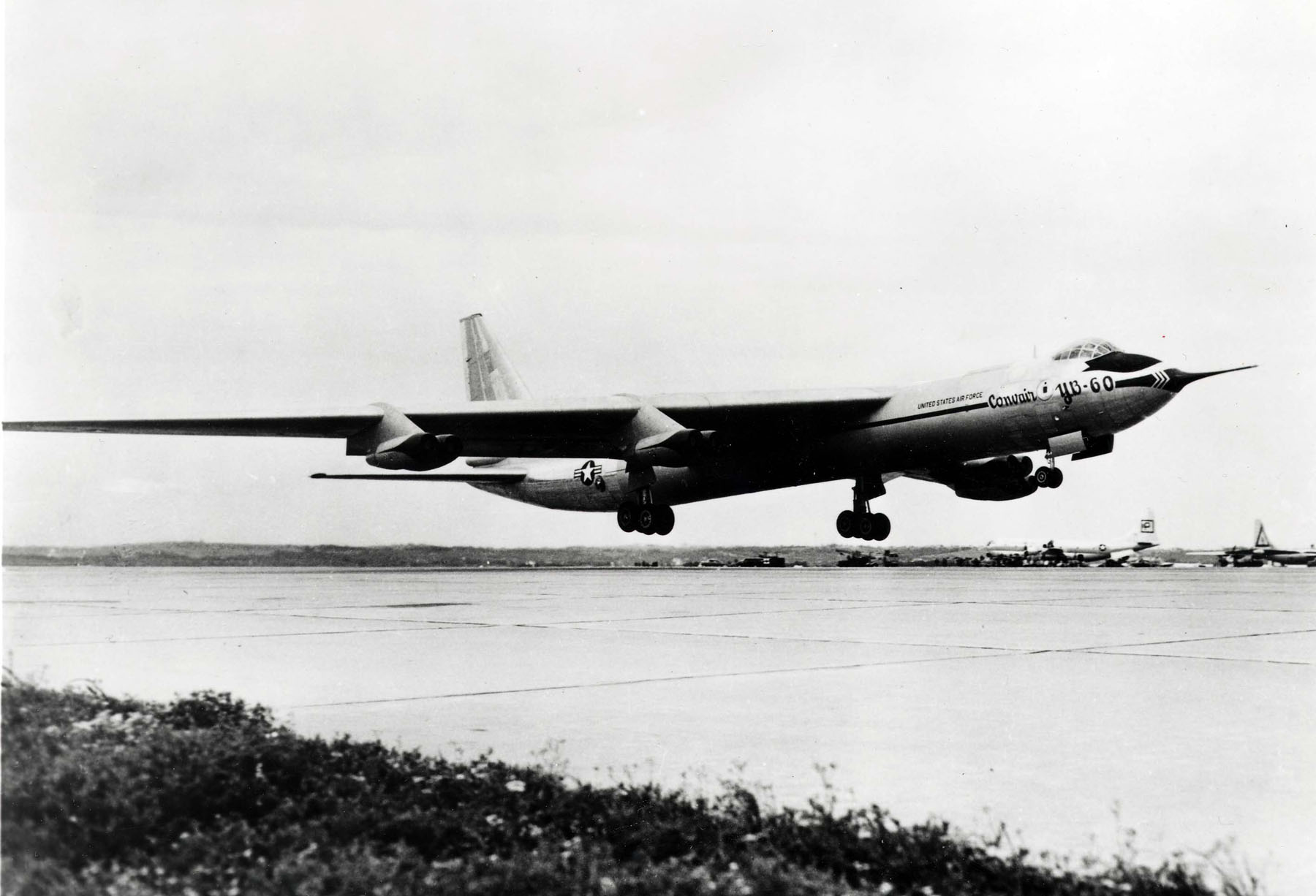
Despegue del primer prototipo YB-60.

El 25 de agosto de 1950, Convair presentó una propuesta formal para la construcción en serie de una versión de bombardero estratégico, pesado y de largo alcance, con ala en flecha, del anterior bombardero Convair B-36 y completamente propulsado por motores a reacción. 
La Fuerza Aérea de Estados Unidos estuvo lo suficientemente interesada como para que el 15 de marzo de 1951 autorizara a Convair para que convirtiera dos bombarderos B-36F (matrículas 49-2676 y 49-2684) en B-36G. Pero como este nuevo modelo era tan radicalmente distinto a los B-36 existentes, por el diseño de sus alas, motores, velocidad y alcance, pronto se cambió la designación del nuevo modelo a YB-60.
El nuevo YB-60 mantenía un 72% de sus partes en común con su antepasado con motores de pistón, el B-36. Los fuselajes de los dos nuevos aviones eran idénticos a grandes rasgos, aunque el YB-60 tenía un morro más largo y puntiagudo, con una aguja como sonda de instrumentos, en lugar del morro redondeado del B-36, y tenía la misma cabina levantada en forma de cúpula. 
Los planos de cola eran de nuevo diseño, en flecha para coincidir con las nuevas alas principales, bastante diferentes de las del más anticuado diseño del B-36. No obstante las alas en flecha usaban una gran parte de componentes del B-36 para su construcción en serie en el futuro, con una forma de cuña insertada en la raíz alar para desplazar las alas más hacia atrás que las del B-36.
El competidor no oficial del YB-60 por un contrato de la Fuerza Aérea fue el Boeing B-52 Stratofortress. La propuesta de Convair era sustancialmente más barata que la de Boeing, ya que implicaba la modificación de un diseño ya existente, en lugar de empezar desde cero, con las pruebas de diseño y vuelo de un nuevo concepto de avión bombardero. 
Al igual que el prototipo del B-52, conocido como YB-52 en su primera etapa de pruebas, estaba propulsado por ocho turborreactores Pratt & Whitney J57-P-3 montados por parejas en cuatro soportes subalares suspendidos bajo el ala en flecha, en reemplazo de los motores de hélice del B-36, que estaba en plena producción en serie.
En lugar de los 15 tripulantes del anterior bombardero B-36, el nuevo YB-60 necesitaba solamente 10 tripulantes. Los nuevos YB-60 de producción en serie, tendrían un armamento defensivo similar al del B-36.
El Convair YB-60 matrícula 49-2676 realizó su primer vuelo el 18 de abril de 1952, pilotado por Beryl Erickson. El nuevo avión YB-60 de Convair fue batido por el nuevo Boeing YB-52 en realizar el primer vuelo de pruebas, al conseguir volar tres días antes. Pronto fue evidente que también perdería algunos otros concursos contra el bombardero de Boeing, como la velocidad y el alcance. 
El Convair YB-60 era aproximadamente 160 km/h más lento que el Boeing YB-52 y también tenía severos problemas de manejo. El Convair YB-60 podía transportar una carga de bombas más pesada, 32 700 kg contra los 19 500 kg del Boeing YB-52, pero la capacidad extra proporcionada no convenció a la Fuerza Aérea, debido a los otros inconvenientes del YB-60, que parecía un modelo anterior. Posteriormente, las modificaciones denominadas Big Belly incrementarían la carga de bombas del más moderno B-52D de producción en serie hasta los 27 200 kg.
En consecuencia, el programa de pruebas de vuelo del Convair YB-60 fue cancelado el 20 de enero de 1953, después de 66 horas acumuladas de vuelos, y sin llegar a completar el segundo prototipo. La estructura del segundo prototipo fue construida, pero no fue equipada con motores ni con mucho otro equipamiento de vuelo. 
Una vez completado por Convair su contrato de construcción de dos prototipos satisfactoriamente, los dos YB-60 totalmente completados fueron formalmente aceptados por la Fuerza Aérea en 1954, pero no se aprobó su construcción en serie, en favor de la propuesta de construcción del más moderno Boeing YB-52, que luego sería denominado B-52 para su producción en serie. El avión operacional de pruebas de vuelo nunca volvió a volar, y los dos modelos fueron desguazados en julio de ese año.

## Especificaciones (YB-60)

### Características generales
- Tripulación: Cinco (dos pilotos, navegador, bombardero/radio operador, radio operador/artillero de cola)
- Longitud: 52,1 m (170,9 ft)
- Envergadura: 62,8 m (206 ft)
- Altura: 18,4 m (60,4 ft)
- Superficie alar: 486,7 m² (5238,9 ft²)
- Peso vacío: 69 407 kg (152 973 lb)
- Peso cargado: 73 000 kg (160 892 lb)
- Peso máximo al despegue: 140 000 kg (308 560 lb)
- Planta motriz: 8× turborreactor Pratt & Whitney J57-P-3.
  - Empuje normal: 38 kN (3875 kgf; 8543 lbf) de empuje cada uno.

### Rendimiento
- Velocidad máxima operativa (Vno): 818 km/h (508 MPH; 442 kt) a 8915 m
- Velocidad de entrada en pérdida (Vs): 212 km/h (132 MPH; 114 kt)
- Alcance en combate: 4700 km
- Alcance en ferry: 13 000 km
- Techo de vuelo: 16 200 m (53 150 ft)
- Régimen de ascenso: 5,4 m/s (1059 ft/min)
- Carga alar: 150 kg/m² (30,7 lb/ft²)
- Empuje/peso: 0,44

### Armamento
- Cañones: 

  - 2 de 20 mm en la cola
- Bombas: 33 000 kg

## Aeronaves relacionadas

### Desarrollos relacionados
- Convair B-36

### Aeronaves similares
- Boeing B-52 Stratofortress
- Tupolev Tu-95
- Tupolev Tu-16

### Secuencias de designación
- Secuencia Numérica (interna de Convair): ← 7 - 8/8-24 - 9 - 11 - 21 - 22 - 23 →
- Secuencia B-_ (Bombarderos del USAAC/USAAF/USAF, 1926-1962): ← B-57 - B-58 - B-59 - B-60 - B-61 - B-62 - B-63 →